# Champion Interest
Champion Interest war eine amerikanische Unternehmensgruppe in Springfield (Clark County, Ohio, USA), die in der zweiten Hälfte des 19. Jahrhunderts den pferdebespannten „Champion Reaper and Mower“, die nach Stückzahlen erfolgreichste landwirtschaftliche Erntemaschine, herstellte.

## Firmengeschichte

### Vorbemerkungen
Das einem Trust ähnelnde Firmenkonglomerat entstand aus der Whiteley, Fassler & Kelly Company und umfasste anfangs die drei Firmen Whiteley, Fassler & Kelly, Warder, Mitchell & Co., und Champion Machine Company. Der Verbund wurde 1874 durch die Champion Malleable Iron Company and the Champion Bar & Knife Company sowie eine Bahn-, eine Zeitungs- und eine Hotelgesellschaft erweitert.
Die Gruppe wurde offenbar nicht über eine Holdinggesellschaft, sondern direkt durch die drei Gründergesellschafter William N. Whiteley, Jerome Fassler, Oliver S. Kelly geführt. Diese drei Personen – ergänzt durch Amos Whiteley, den jüngeren Bruder William N. Whiteleys – teilten sich die Topmanagementpositionen in den Einzelgesellschaften.

Die Gründer
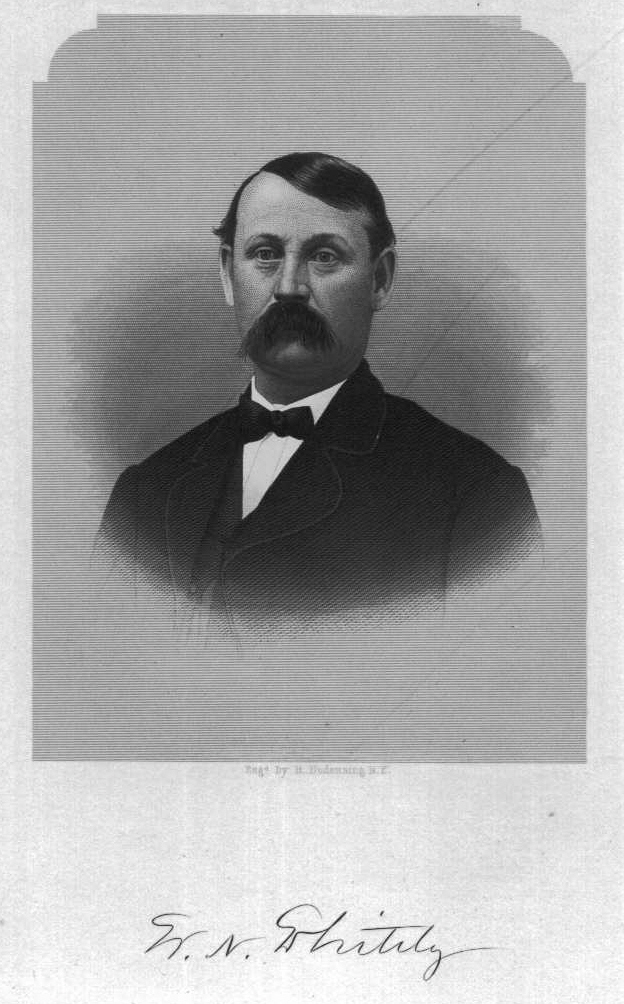
William N. Whiteley 1880
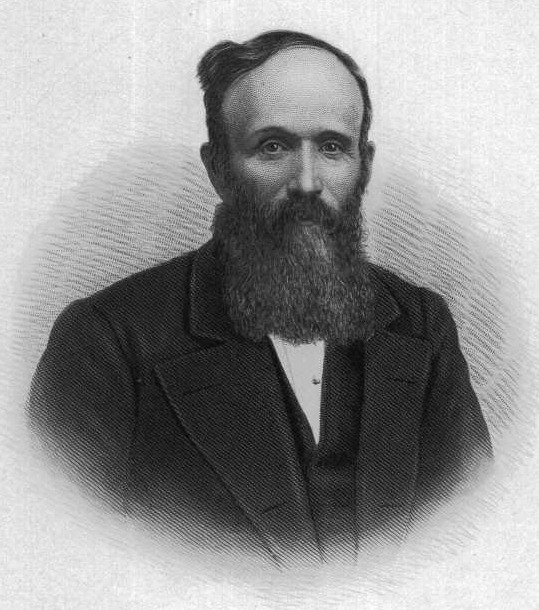
Jerome Fassler 1880
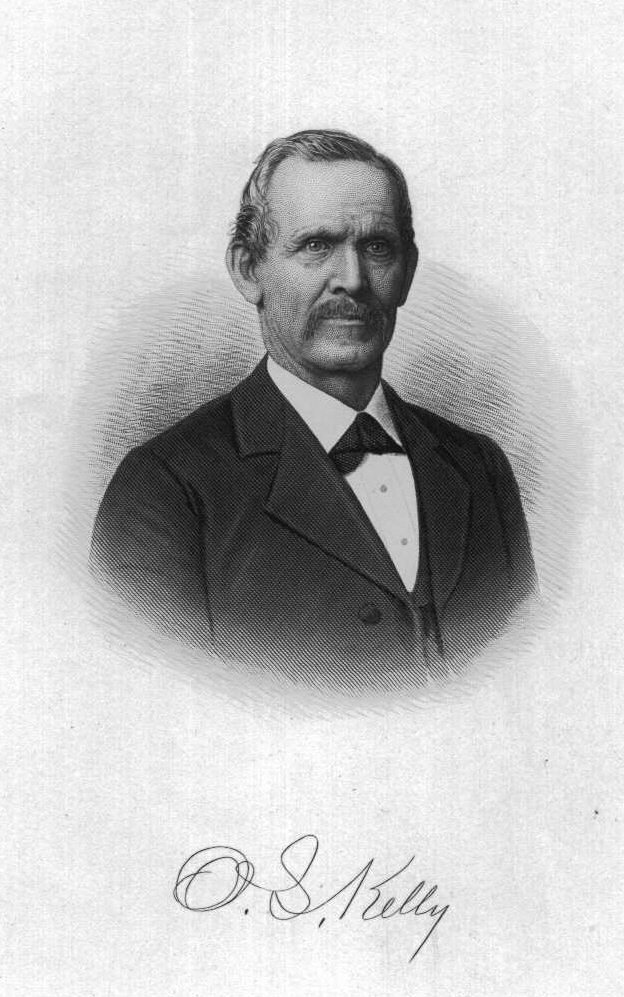
Oliver S. Kelly 1880

### Entwicklung des Prototyps
In zäher Planungs- und Entwicklungsarbeit nach Betriebsschluss arbeitete Jerome Fassler an der neuartigen Mähmaschine. Von 1851 an beschäftigte sich der befreundete Whiteley, den er aus seiner Zeit bei Hatch & Whiteley kannte, ein ebenfalls hart anpackender und zielstrebiger Mechaniker, mit dem Reaper und arbeitete in jeder verfügbaren freien Zeit daran, unterstützt und beraten durch Jerome Fassler.
Die Frage, wer mehr zur Entwicklung der Champion beigetragen hat, ist müßig. Die amerikanischen Quellen stellen Whiteley in den Vordergrund, die deutschen Fäßler. In Wahrheit wird es sich um ein Gemeinschaftswerk der befreundeten Konstrukteure gehandelt haben.

### Die erste Produktionsfirma „Whiteley & Fassler“
1856 waren die beiden mit ihrem Prototyp zufrieden und gründeten partnerschaftlich die Firma „Whiteley & Fassler“, um die Maschine in größeren Stückzahlen herzustellen.
Whiteley nannte ihr Produkt selbstbewusst „Champion“, konnte aber damals noch nicht wissen, welchen einmaligen Siegeszug diese berühmteste Landwirtschaftsmaschine aller Zeiten antreten und für Jahrzehnte Springfield zur „Champion-City“ machen würde (dieses Synonym ist in Springfield heute noch bekannt).
Die Champion wurde ein voller Erfolg. Die beiden zielstrebigen Partner stellten 1856 in ihrem ersten Jahr im Zweimannbetrieb immerhin 25 Maschinen her (andere Quellen sprechen von 20), konnten jedoch der hohen Nachfrage bei weitem nicht entsprechen. Sie verdoppelten und verdreifachten in den ersten Folgejahren ihre Produktion, aber auch das reichte nicht.

### Das Großunternehmen „Whiteley, Fassler & Kelly“
Whiteley und Fassler mussten den Kleinbetrieb hinter sich lassen und zu einer Großfabrikation übergehen. Hierzu fehlte jedoch das erforderliche Kapital.
Glücklicherweise trafen sie auf den vermögenden Oliver S. Kelly, befreundeten und verbündeten sich im darauffolgenden Jahr 1857 mit ihm und gründeten mit ihm als drittem Partner und Kapitalgeber das Unternehmen „Whiteley, Fassler & Kelly“.
Der aus Springfield stammende Kelly hatte es von 1852 bis 1856 in Kalifornien beim lukrativen Häuserbau zu Vermögen gebracht, wollte damit eigentlich zuerst ins Geschäft mit der Produktion von Lebensmitteln einsteigen.
William N. Whiteley, dem in seiner langen Unternehmertätigkeit durchaus auch Fehler unterliefen, bewies bei der Wahl der Gründungspartner für die erfolgreiche Firma „Whiteley, Fassler & Kelly“ eine besonders glückliche Hand. Die Troika teilte sich die Aufgaben nach ihren Fähigkeiten und Stärken: William N. leitete die Produktentwicklung, Fassler war für die Energiebereitstellung, Schlosserei und Schmiede und die maschinentechnischen Abteilungen verantwortlich und Oliver S. Kelly für die Holzbearbeitungs-, Montage- und Lackierabteilungen.S. 63
Zum Produktionsbeginn von „Whiteley, Fassler & Kelly“ holten sie sich Amos Whiteley, der mit William N. schon bei der Entwicklung der Champion zusammengearbeitet hatte, und bestimmten ihn zum Leiter der Abteilung Rechnungswesen und George W. Benns, einen begabten Mitarbeiter zum Buchhalter. Sie ordneten Amos auch die Aufgaben des „Sales Agent“ zu, was unter anderem die Ernennung von Verkaufsagenten, den Verkauf des Produkts, das Rechnungs- und Inkassowesen sowie die Mittelbereitstellung für die laufenden Geschäfte, für die Führung der Geschäfte und den Versand der Ware umfasste.S. 64
Der Amerikanische Bürgerkrieg 1861–1865 brachte der Gesellschaft wachsende Gewinne und eine beachtliche Ausdehnung. Die wachsende Nachfrage nach Landmaschinen war so groß, dass Whiteley sie nicht befriedigen konnte.

### Weitere Produktionsstätten und -firmen

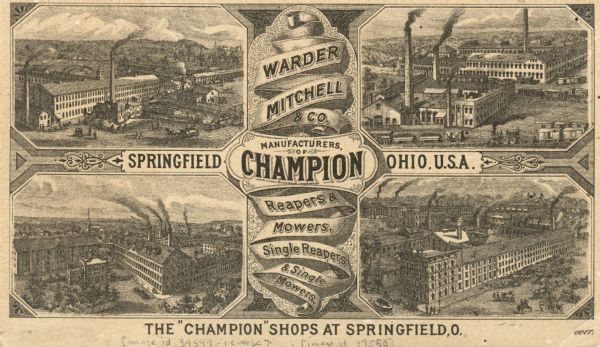
The Champion Shops 1875

Die Springfielder Konkurrenzfirma „Warder, Mitchell & Co“, ehemals „Warder & Brokaw“ (später wurde daraus „Warder, Bushnell & Glessner“), hatte in ihrer Fabrik in Lagonda anfangs den bekannten „New York Reaper“ und später die „Buckeye“-Maschine produziert. Sie hielten den Wettbewerb mit den „Champion“-Maschinen für zu aufwendig und unwirtschaftlich und schlugen eine bemerkenswerte Vereinbarung vor: „Whiteley, Fassler & Kelly“ sollte ihnen zusätzliches Gelände zur Verfügung stellen und ihnen über einen Lizenzvertrag die Herstellung von Champion-Maschinen erlauben. Sie würden hierfür den Bau der zuvor von ihnen hergestellten Maschinen einstellen.S. 64 Der sehr modern anmutende Vertrag wurde 1867 geschlossen und mit „Warder, Mitchell & Co“ erhöhte sich die Gesamtproduktion der „Champion“ erheblich.
Etwa zur selben Zeit in 1867 organisierte und integrierte Amos Whiteley im Auftrag und mit Unterstützung von „Whiteley, Fassler & Kelly“ mit der „Champion Machine Company“ eine weitere Champion-Produktionsfirma und überzeugte weitere Partner wie Robert Johnson, D. P. Jeffries als Aktionäre, in das Unternehmen zu investieren. Außerdem erhielt die „Champion Machine Company“ für die von ihr hergestellten Maschinen ihr Vertriebsgebiet (die südlichen und westlichen Staaten der USA) von der „Whiteley, Fassler & Kelly“ in einem Lizenzvertrag zugesichert (Licensed Royalty Contract).S. 65
Diese drei über Lizenzverträge und Direktorenfunktionen verbundenen Gesellschaften – „Whiteley, Fassler & Kelly“, „Warder, Mitchell & Company“ und die „Champion-Maschinenfabrik“ – wurden bekannt als die „Champion-Gruppe“ oder „Champion Interest“ und ihr Erfolg gab Springfield den Beinamen „Champion-City“.

Werbematerial für die Champion
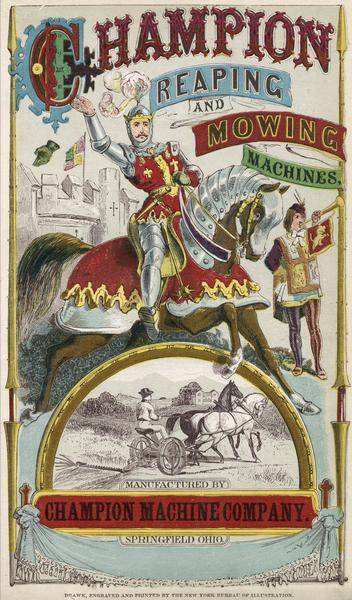
Katalog 1869 Deckblatt
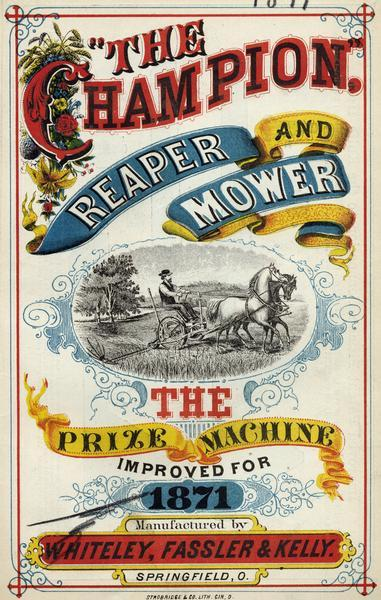
Katalog 1871 Deckblatt
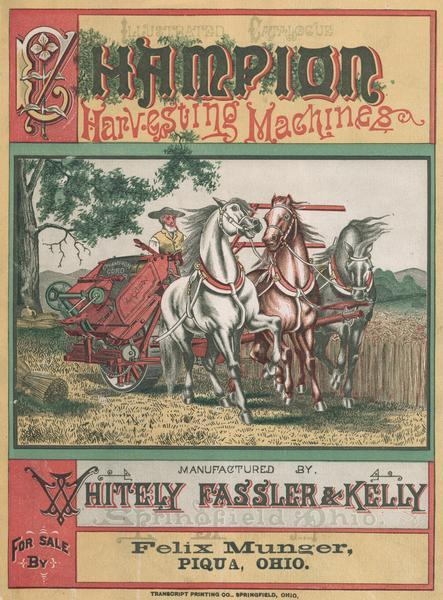
Katalog 1882 Deckblatt
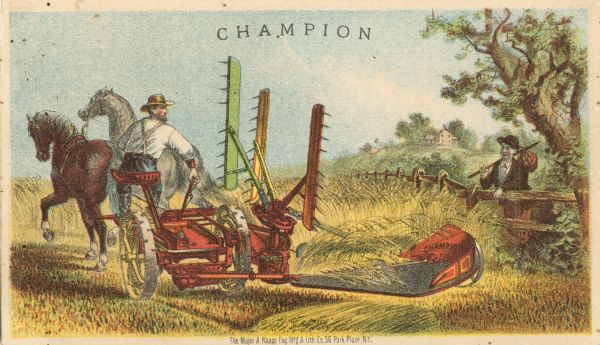
Trade Card 1875
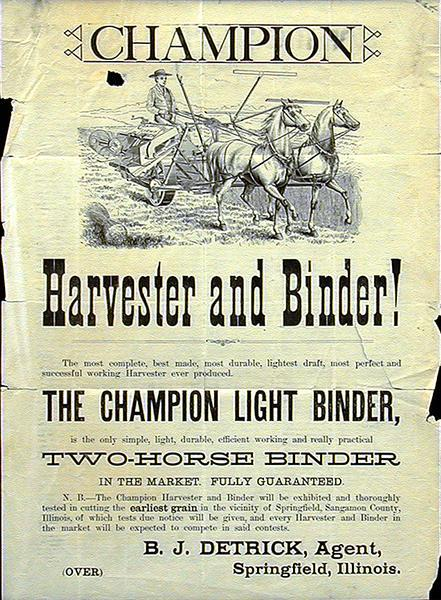
Advertising Handbill 1882
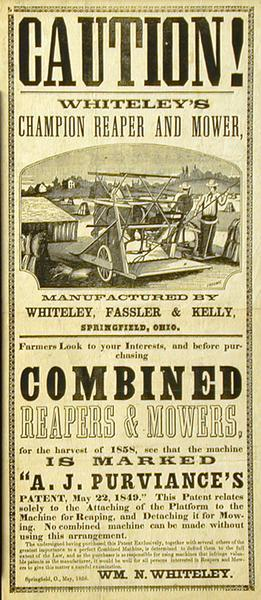
Advertising Handbill 1858

### Systemoptimierung mit eigenen Standardzulieferern
Nach der außerordentlichen Ausweitung der Produktionskapazität auf drei firmenrechtlich unabhängige Firmen, die über Lizenzverträge und teilweise die leitenden Persönlichkeiten verbunden waren, sah man die Notwendigkeit, für Schlüsselbaugruppen und -elemente des Champion identische Konstruktionsmerkmale festzulegen, deren Fertigung sowie die Weiterverarbeitung und den Einbau bei allen drei produzierenden Unternehmen zu organisieren.S. 65
Auf wirtschaftlichste Weise konnte das in Form von gemeinsamen optimierten Zulieferungsbetrieben geschehen und so beschlossen die Eigner entsprechende noch heute zeitgemäß anmutende Umstrukturierungsmaßnahmen.
Ein Schlüsselbereich für eine einheitliche Vorfertigung waren die hochwertige Teile der Schneidevorrichtungen wie „Mähbalken“, „Schutzfinger“, „Messer“, „Sicheln“ und „Schnittflächen“ sowie die „Bindevorrichtungen“. Hierfür gründeten die drei Produktionsgesellschaften „Whiteley, Fassler & Kelly“, „Warder, Mitchell & Co.“ und „Champion Machine Co.“ 1874 im Gemeinbesitz die „Champion Bar & Knife Company“, errichteten die Fabriksanlagen und statteten sie nach modernsten Gesichtspunkten aus.S. 65
Als zweiter Bereich bot sich die Produktion von standardisierten verformbaren Gussteilen aus „Temperguss“ für die drei Produktionsfirmen in einer darauf spezialisierten Firma an. Man kaufte hierzu die alten Werksanlagen der „Springfield Malleable Iron Company“ auf, erweiterte sie, stattete sie komplett neu aus und nahm sie unter dem Namen „Champion Malleable Iron Company“ gleichfalls 1874 in Betrieb.S. 65
Die neue Gesellschaft erzeugte im Jahr 3000 t Fertigteile aus Temperguß-Qualitätseisen für Springfield, um den Bedarf der Championfabriken zu decken.
1875 erwarben die drei Kerngesellschaften eine Eisenbahnlinie zu den Kohlefeldern des südlichen Ohio. Das Stammkapital gehörte den Mitgliedern der Champion-Gruppe und die Bahnlinie brachte Kohle, Holzkohle und Werkeisen zu den fünf Gesellschaften.

### Erfolg und Blüte
Die Championmaschine wurde das Haupterzeugnis von Springfield. Einmal erreichte der Wert der Mähmaschinen den Wert aller anderen Erzeugnisse zusammen und Springfield wurde der führende Erzeuger der Welt von landwirtschaftlichen Maschinen. Die Wirtschaftskrise von 1873 bis 1877, die viele hart traf, berührte Springfield wegen des florierenden weltweiten Absatzes der „Champion“ kaum. Die Fabriken arbeiteten auf vollen Touren mit Überstunden und das Geschäft blühte. Am 24. April 1877 brachten 4 Züge mit 72 Wagen 1618 Champion-Maschinen auf den Markt, die größte Lieferung von Mähmaschinen, die die Welt je gesehen hatte.
Die Produktionssteigerung war insgesamt enorm. Aus den 25 Maschinen des ersten Jahres 1856 wurden 1880 bereits 36.000 und 1882 sogar 55.000 Mäh- und Getreideerntemaschinen. Hierzu waren in fünf Fabriken über 4000 Arbeiter beschäftigt.
In 1660 war aus dem zwei Mann  Geschäft ein riesiges Unternehmensgeflecht entstanden, das mehr Ackerbaumaschinen herstellte als alle Fabriken in Chicago zusammen. Den großen Betrieb an der East Street in Springfield bezeichnete man nach den Krupp’schen Munitionswerken in Preußen als zweitgrößte Industrieanlage der Welt.  
   --  aus The OHIO State University Extension: Springfield a POWER HOUSE of Agriculture 
In dem industriell blühenden Springfield war eine ganze Reihe von großen Unternehmen mit der Produktion von landwirtschaftlichen Maschinen erfolgreich tätig. „Whiteley, Fassler & Kelly“ überragte sie jedoch alle. Folgendes Zitat bezeichnet die Situation:
Auf einer Sitzung einiger rivalisierenden Mäherbarone fragte ein Konkurrent, wie sie das Geschäft verbessern könnten, worauf ein anderer kurz und bündig antwortete: „Kill Whiteley!“ . 
   --  aus The OHIO State University Extension: Springfield a POWER HOUSE of Agriculture 
In den 1880er Jahren entwickelte sich die Champion Machine Company zum weltgrößten Hersteller von landwirtschaftlichen Geräten mit einem Ausstoß von mehr als zwölftausend Schnittern pro Jahr.

### Umorganisation und Krise
Amos Whiteley betont in seinen Erinnerungen sein hervorragendes menschliches und geschäftliches Verhältnis zu Fäßler und Kelly. Andererseits verschweigt er gewisse Schwächen und Überschätzungen seines Bruders William N. nicht, weist aber auch darauf hin, dass er ihm zeitlebens immer loyal gefolgt ist (die Story: Mary had a little lamb). Offenbar sah man (oder nur Whiteley) die Notwendigkeit, die Unternehmensstruktur in Richtung einer Holding zu verändern und das operative Geschäft dem Bruder Amos Whiteley zu übertragen.
Das minutiöse Beschreiben der stufenweisen Veränderung und die jeweilige Zustimmung (oder der Nicht-Protest) von Kelly und Fäßler lesen sich wie eine nachträgliche geschönte Darstellung des Vorgangs. Allerdings muss es unter der glatten Oberfläche bereits gebrodelt haben, wie die Ereignisse um die East Street shops zeigen, die offenbar das Fass zum Überlaufen brachten.

### Die East Street Shops
Die hervorragenden Geschäftsergebnisse verleiteten William N. Whiteley, den rührigen Anführer des Dreierkonsortiums, zu der für damalige Zeiten außergewöhnlichen Planung einer riesigen neuen Werksanlage an der East Street in Springfield. Die beiden Partner Kelly und Fassler hielten das Vorgehen für zu risikobehaftet, versuchten Whiteley zu zügeln und drohten schließlich mit dem Ausstieg aus der Firma. Whiteley setzte seine Planung durch und verlor dadurch seine getreuen Mitstreiter Kelly (1881) und Fassler (1882). Beide verkauften ihre Anteile an „Whiteley, Fassler & Kelly Company“ an Whiteley und gingen unternehmerisch eigene Wege. Whiteley baute die riesige Werksanlage an der East Street, wurde aber letztendlich nicht glücklich damit.

### Niedergang
In der ersten Jahreshälfte 1887 wurde – ausgelöst durch den Zusammenbruch der Absturz der „Fidelity Bank“ – Whitely, Fassler & Kelly, der damals größte Mäh- und Erntemaschinenhersteller der Welt insolvent.
Auf einer Gläubigerversammlung am 28. Juni 1887 stellte ein Ausschuss (A.S. Bushnell, Amos Whiteley, Colonel Churchill, Alex Gebhardt und Walter Potter), der die finanzielle Lage des Unternehmens untersucht hatte, sein Ergebnis und einen Rettungsplan vor.
Die Verbindlichkeiten der Firma standen 3,14 Mio$ (unter Einschluss von fast 700.000 $ werten Grundschuldbriefen in den Händen der abgestürzten Bank) Vermögenswerten von 1,03 Mio$ gegenüber, bestehend aus Kontenständen, Wechseln, geschätzten Einnahmen aus den Maschinenverkäufen der laufenden Saison, Lagerbeständen usw.
Der schließlich angenommene Rettungsplan sah die Übernahme der Fremdanteile von Whitely, Fassler & Kelly durch die Einzelperson William N. Whitely vor, der mit dem Rücken zur Wand stand. Die Gläubiger sollten auf 40 % ihrer Forderungen verzichten (Modus 60 cents on the dollar) und es damit Whiteley ermöglichen, die Firma fortzuführen, die Außenstände einzutreiben und in einem 5-Stufenplan die reduzierten Gläubigerforderungen zu bedienen.

### Verkauf
Whiteley verkaufte schließlich die Champion Machine Company an „Warder, Bushnell & Glessner“. Im Jahr 1902 schloss sich diese Firma mit vier anderen zur International Harvester Company zusammen und Whiteleys ehemaliges Geschäft wurde Teil der neuen Firmengruppe.